# Нарядное
Нарядное (фин. Rahkajärvi) — озеро на территории Громовского сельского поселения Приозерского района Ленинградской области.

## Общие сведения
Площадь озера — 1,3 км². Располагается на высоте 31,3 метра над уровнем моря.
Форма озера продолговатая: вытянуто с северо-запада на юго-восток. Берега каменисто-песчаные.
Из юго-восточной оконечности озера вытекает ручей Семужья, впадающие в Ладожское озеро.
С северо-востока от озера проходит просёлочная дорога.
Название Rahkajärvi переводится с финского языка как «творожное озеро».
Код объекта в государственном водном реестре — 01040300211102000012882.